# 5258 Rhoeo
5258 Rhoeo este o planetă minoră (asteroid), cu un diametru de 53,275 km, din Asteroid troian al lui Jupiter. A fost descoperită pe 1 ianuarie 1989 la Gekko Observatory⁠(d) de Yoshiaki Oshima⁠(d) și a fost numită după Rhoeo⁠(d). 
Obiectul prezintă o orbită caracterizată de o semiaxă mare de 5,1774071 UAi, o excentricitate de 0,0752, o înclinație de 5,91788 ° în raport cu ecliptica.